# 쓰보이 게이스케
쓰보이 게이스케(일본어: 坪井慶介, 1979년 9월 16일, 도쿄도 ~)는 일본의 전 축구 선수로, 포지션은 수비수였다.

## 구단 경력
그는 2002년부터 2019년까지 J리그의 우라와 레즈, 쇼난 벨마레, 레노파 야마구치 FC에서 활동하였다.

## 국가대표팀 경력
그는 2003년 6월 11일 파라과이과의 경기에서 일본 국가대표팀에 데뷔했다. 2번의 FIFA 컨페더레이션스컵, 2006년 FIFA 월드컵, 2007년 AFC 아시안컵에도 출전했다. 그는 2007년까지 국제 A매치 통산 40경기에 출전했다.

## 통계
| 일본 | 일본 | 일본 |
| 연도 | 출전 | 득점 |
| ---- | ---- | ---- |
| 2003 | 11   | 0    |
| 2004 | 10   | 0    |
| 2005 | 7    | 0    |
| 2006 | 11   | 0    |
| 2007 | 1    | 0    |
| 통산 | 40   | 0    |